# Mohamed Sankoh
Mohamed Sankoh (16 oktober 2003) is een Nederlands voetballer van Sierra-Leoonse komaf die als aanvaller speelt. Hij staat onder contract bij VfB Stuttgart dat hem in het seizoen 2023/24 verhuurt aan Heracles Almelo.

## Clubloopbaan
Sankoh begon bij KRSV Vredenburch en speelde van 2013 tot 2018 in de jeugdopleiding van Sparta Rotterdam. Hierna speelde hij twee seizoenen in de jeugd van het Engelse Stoke City. In 2020 werd hij door VfB Stuttgart gecontracteerd. Hij kwam al snel bij het tweede team waarvoor hij op 22 december 2020 in de Regionalliga Südwest als basisspeler debuteerde in de uitwedstrijd bij SG Sonnenhof Großaspach. Sankoh scoorde bij zijn debuut al na twee minuten. Op 25 april 2021 debuteerde Sankoh in de Bundesliga in de uitwedstrijd bij RB Leipzig als invaller na 74 minuten voor Saša Kalajdžić.
In juli 2022 werd Sankoh voor één seizoen verhuurd aan Vitesse. In het seizoen 2023/24 wordt hij verhuurd aan Heracles Almelo.

## Interlandloopbaan
Met Nederland onder 17 won Sankoh het UEFA EK onder 17 in 2019.

## Erelijst
Nederland onder 17
- UEFA EK onder 17: 2019